# يينكا قادري
يينكا قادري (بالإنجليزية: Yinka Quadri) (مواليد 6 سبتمبر 1959)، هُو ممثل ومُخرج أفلام نيجيري.

## وصلات خارجية
- يينكا قادري في قاعدة بيانات الأفلام على الإنترنت